# Lipówki (voivodato de Mazovia)
Lipówki es una localidad de Polonia situada en Mazovia. Según el censo de 2021, tiene una población de 865 habitantes.
Se encuentra en el distrito (Gmina) de Pilawa, perteneciente al condado (Powiat) de Garwolin. Se encuentra aproximadamente a 2 km al este de Pilawa, 9 km al noroeste de Garwolin, y a 48 km al sureste de Varsovia.
Entre 1975 y 1998 perteneció al voivodato de Siedlce.